# Bufo fractus
Bufo fractus là một loài cóc thuộc họ Bufonidae.
Đây là loài đặc hữu của Cộng hòa Dominica.
Môi trường sống tự nhiên của chúng là rừng khô nhiệt đới hoặc cận nhiệt đới, rừng ẩm vùng đất thấp nhiệt đới hoặc cận nhiệt đới, đầm nước ngọt có nước theo mùa, và rừng thoái hóa nghiêm trọng.
Chúng hiện đang bị đe dọa vì mất nơi sống.